# Pseudapis usambarae
Pseudapis usambarae är en biart som beskrevs av Gregory B. Pauly 1990. Pseudapis usambarae ingår i släktet Pseudapis och familjen vägbin. Inga underarter finns listade i Catalogue of Life.